# ويكيبيديا الصومالية
ويكيبيديا الصومالية (بالصومالية: Soomaali Wikipedia)‏ هي النسخة الصومالية من موسوعة ويكيبيديا.

## الإحصائيات
| عدد المستخدمين المسجلين | عدد المستخدمين النشطين | عدد المقالات | صفحات المحتوى | عدد التعديلات | عدد الملفات المرفوعة | عدد الإداريين |
| ----------------------- | ---------------------- | ------------ | ------------- | ------------- | -------------------- | ------------- |
| 40٬313                  | 96                     | 8٬279        | 25٬875        | 272٬894       | 0                    | 1             |